# 藍天行動

藍天行動標誌

藍天行動（英語：Action Blue Sky）是由香港環境保護署統籌的一個環境保護項目，目的在於改善香港城市空氣質素，2006年7月25日由香港特別行政區行政長官曾蔭權揭開序幕，中文口號為「全城投入 為藍天打氣」（All of the city participate to fight for a blue sky），英文口號則為「Clean Air for a Cool Hong Kong!」。香港特別行政區政府期望藍天行動得到公眾和商界支持，包括在珠江三角洲投資的廠商。

## 宣傳藍天行動
香港特區政府共製作兩條長30秒的電視及電台廣告宣傳藍天行動。環境運輸及工務局局長廖秀冬在宣傳片中，講述區內合作共同打擊空氣污染，並帶出個人如何協助改善空氣質素。而該段宣傳片在活動開幕禮中首次播出。

## 活動計劃
與藍天行動有關的活動：
- 2006年8月起，在全港十八區舉行巡迴展覽和問答比賽，教育市民有關空氣污染的知識。
- 2006年9月舉行大型工作坊，邀請綠色組織及學術界人士一同討論及回顧有關空氣質素的議題。
- 環境保護運動委員會聯同各區議會及綠色組織，共同向公眾推廣綠色訊息，鼓勵市民從各種方法節約能源和改善空氣質素。
- 2006年9月環境保護運動委員會頒發香港環保企業獎，藉此鼓勵企業主動參與改善空氣質素，於2006年11月舉辦的研討會將成功例子向公眾展示。
- 邀請學校及學生參加活動，藉以加強青少年對空氣污染的關注和鼓勵積極參與改善空氣質素的活動，2006年9月頒發香港綠色校園獎及香港幼兒學校獎（已合併並分為中學組、小學組及幼兒學校組）。學生環境保護大使計劃在2006年10月開始推行，目的在於在學校推動綠色訊息，亦作為教育學生的一項重要活動。

## 外部連結
- https://web.archive.org/web/20061004094217/http://www.epd.gov.hk/epd/tc_chi/action_blue_sky/action_blue_sky.html - 環境保護署　藍天行動
- https://web.archive.org/web/20061104070143/http://blog.epd.gov.hk/actionbluesky/ - 藍天行動網誌
- http://www.news.gov.hk/tc/category/environment/060725/html/060725tc04001.htm%5B%5D - 政府新聞稿　藍天行動啟動
- https://web.archive.org/web/20071116104138/http://www.ecc.org.hk/tc_chi/core/core_detail_list.php?catid=28 - 學生環境保護大使
- https://web.archive.org/web/20071113222326/http://www.ecc.org.hk/tc_chi/core/core_detail_list.php?catid=29 - 香港綠色學校獎